# سفارة المملكة المتحدة في اليابان
سفارة المملكة المتحدة في اليابان هي أرفع تمثيل دبلوماسي لدولة المملكة المتحدة لدى اليابان. تقع السفارة في طوكيو وهي تهدف لتعزيز المصالح البريطانية في اليابان.

## وصلات خارجية
- الموقع الرسمي
- قائمة سفارات المملكة المتحدة
- قائمة السفارات في اليابان